# Јесен у Злакуси
Јесен у Злакуси је културно-уметничка манифестација која се одржава од 1992. године, у селу Злакуса, код Ужица. До 2009. године у оквиру ње се одржавала и једна од две међународне колоније керамике, а од тада се покреће међународни сајам грнчарије – лончаријада, у организацији Удружења лончара Злакуса, МЗ Злакуса и Етно удружење „Завичај”.

## Дешавања
У оквиру манифестације традиционално се одржавају следећа дешавања:
- такмичење у спремању традиционалних јела у злакушком земљаном посуђу
- приказ печења грнчарије традиционално на отвореној ватри
- презентација старог грнчарског заната и сајам грнчарије – Лончеријада
- културно-уметнички програм
- спортски део манифестације – турнир у малом фудбалу, спуштање параглајдерима, надвлачење конопца …
- ликовна колонија
- изложба радова међународне колоније уметничке керамике
- разне друге тематске изложбе

## Округли сто
За време манифестације 2012. године први пут је одржан и округли сто на тему могућности старог грнчарског заната на коме су учествовали поред представника грнчара домаћина из Злакусе, грнчари из Ниша, Пирота, Барајева, Крагујевца, Смедеревске Паланке... као и ликовна колонија под називом „Осликај лонац” на коме су учествовали сликари чији задатак је био да осликају грнчарске производе попут лончића и тањира а све са циљем додатног промовисања старог грнчарског заната у Злакуси. Ове две активности у оквиру Јесени у Злакуси 2012. године одржане су под покровитељством Амбасаде САД у Србији.